# موجورو
موجورو، (بالإنجليزية: Mogoro)‏، هي بلدية، في مقاطعةأوريستانو في إقليم سردينيا الإيطالي، وتقع على بعد حوالي 60 كم (37 ميل) شمال غرب كالياري، وحوالي 30 كم (19 ميل) جنوب شرق أوريستانو.

## السكان
في سنة 1861 بلغ عدد السكان 2٬151 نسمة، وتطور العدد ليصل في سنة 2011 لـ 4٬354 نسمة.
يظهر هذا المخطط البياني تطور النمو السكاني لـ موجورو